# Sony Xperia C4
Il Sony Xperia C4 è uno smartphone Android di fascia media sviluppato e prodotto da Sony come successore dell'Xperia C3. Il telefono è stato presentato il 6 maggio 2015, ed è stato commercializzato come il "Selfie Smartphone". Tre mesi più tardi, Sony ha presentato il suo successore, l'Xperia C5 Ultra.
Le caratteristiche principali del telefono sono la fotocamera frontale da 25 mm da 5 megapixel e il processore octa-core a 1.7 GHz MediaTek MT6752.

## Critica
Nel maggio 2015, Strategy Analytics ha condotto un test indipendente sui consumatori per valutare la qualità della fotocamera frontale del dispositivo. Dopo il test, il dispositivo è stato eletto il "World's best selfie smartphone" e il "Worlds best smartphone for selfies".

## Vendite
Il 26 maggio 2015, la variante dual SIM Sony Xperia C4 Dual è stata commercializzata in India insieme alla variante dual dell'Xperia M4 Aqua.